# Chaodi (köpinghuvudort i Kina, Guizhou Sheng, lat 28,10, long 108,23)
Chaodi (kinesiska: 潮砥, 潮砥镇, 青龙咀) är en köpinghuvudort i Kina. Den ligger i provinsen Guizhou, i den sydvästra delen av landet, omkring 230 kilometer nordost om provinshuvudstaden Guiyang. Antalet invånare är 13 089. Befolkningen består av 6 615 kvinnor och 6 474 män. Barn under 15 år utgör 30 %, vuxna 15-64 år 57 %, och äldre över 65 år 12,0 %.